# Hotel-Restaurant »Zum Schwarzen Bären«

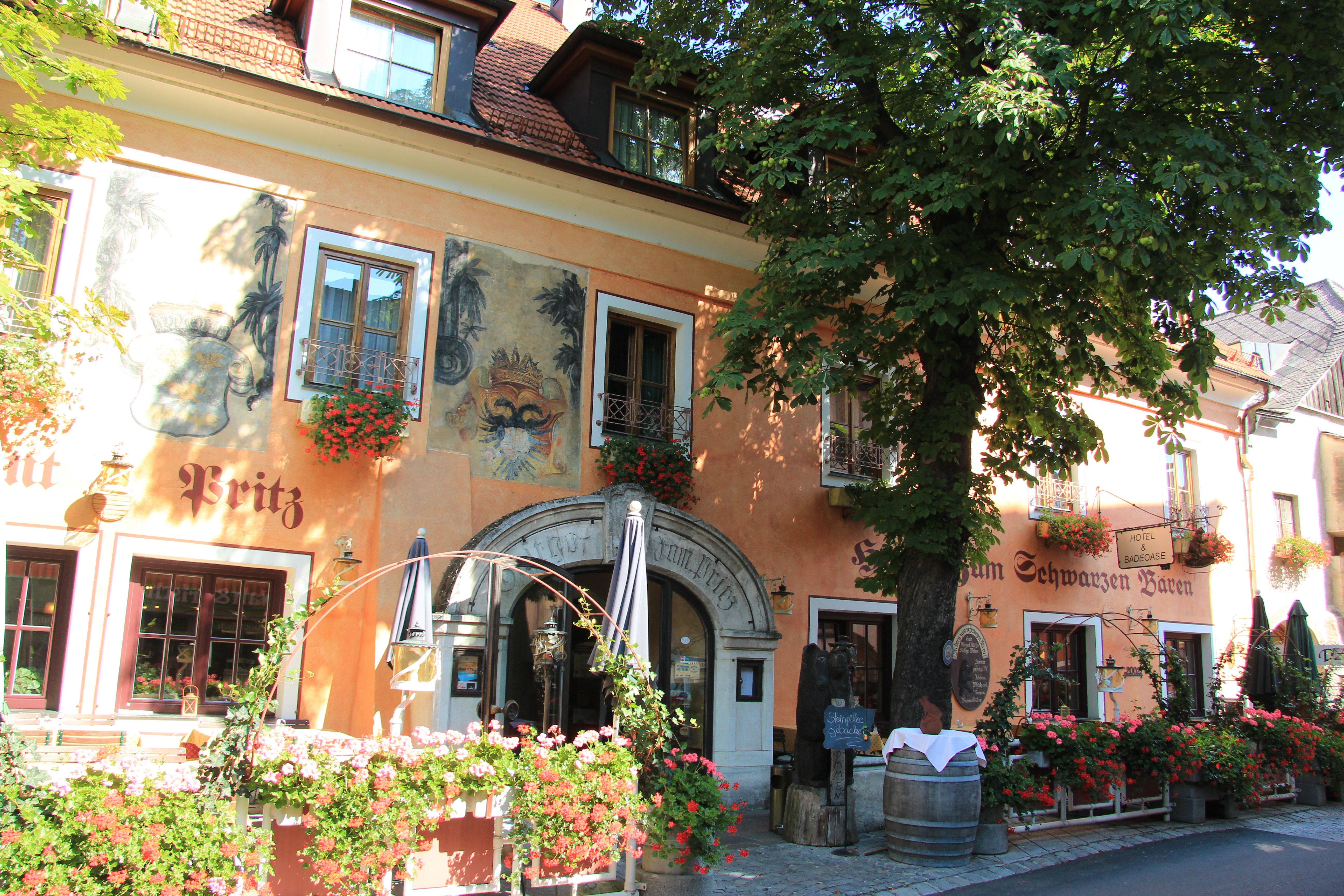
Das Hotel-Restaurant „Zum Schwarzen Bären“

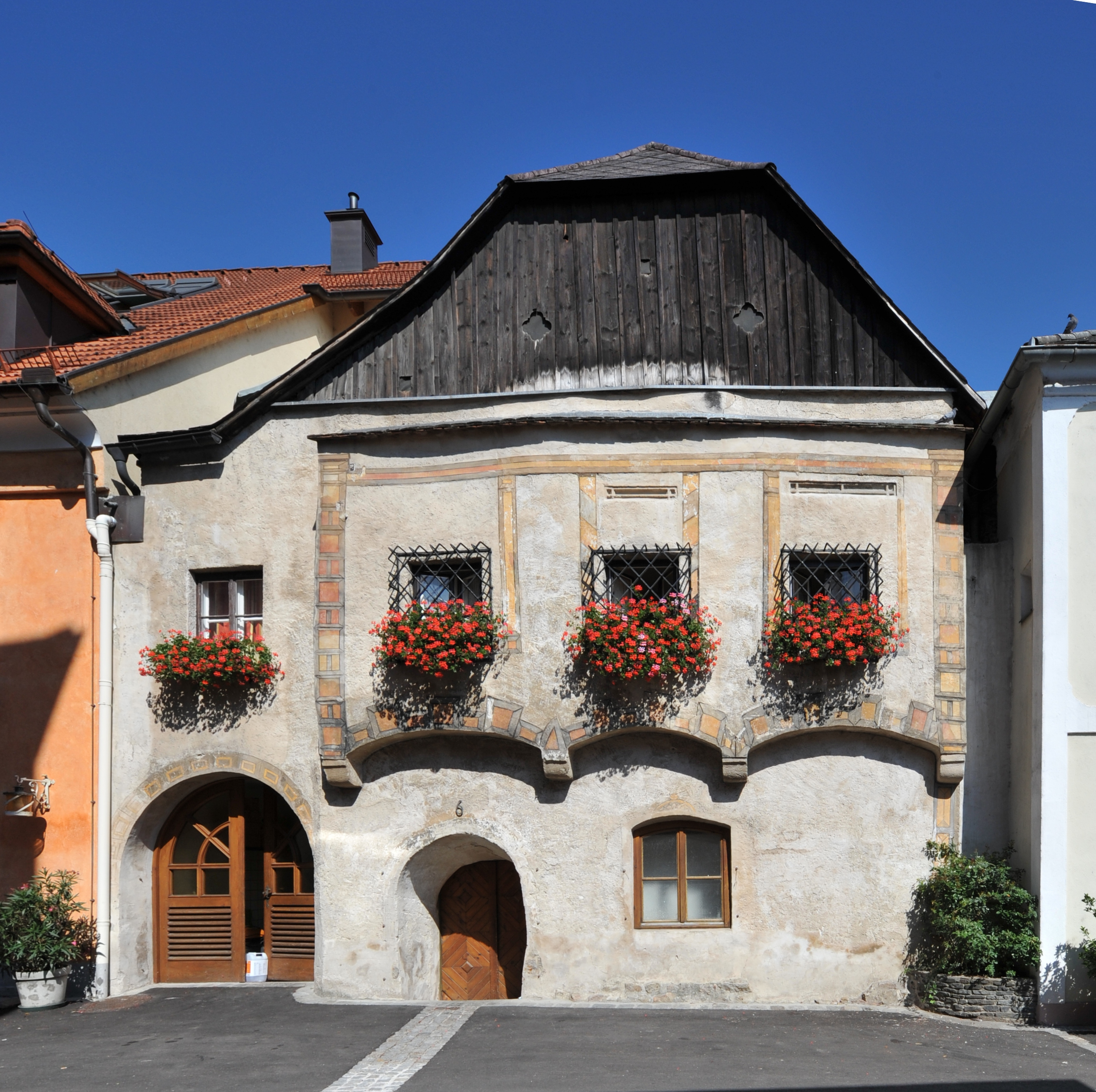
Denkmalgeschütztes Gebäude mit Schopfwalmdach

Das Hotel-Restaurant Zum Schwarzen Bären befindet sich unter anderem in einem denkmalgeschützten (Listeneintrag) Gebäude im österreichischen Emmersdorf an der Donau.

## Geschichte
Bei dem historischen Gebäude handelt es sich um ein erstmals im 16. Jahrhundert erwähntes Anwesen. Seit 1608 ist der Name Whärzhaus Zum Schwarzen Peern belegt. Der Name könnte tatsächlich von den damals in den Wäldern lebenden Bären stammen. Auch heute noch trägt das Haus diesen Namen.
In der Chronik wird es als Schiffsmeisterhaus beschrieben. Die Räume im Parterre dienten als Ausspeisungsort und Schlafstätte für die Pferdeknechte. Ein gewölbter Küchenschlauch bot einem Tisch für zwölf Personen, einem Herd und bescheidenem Hausrat Platz. Daran anschließend befand sich eine Schlafkammer für höchstens acht Pferdeknechte.
Es ist belegt, dass die Küchenausspeisung auch von Flößern, Schiffern und Wachen, die im Donauraum unterwegs waren, genutzt wurde. Den Treppelpferden, die die Schiffe stromaufwärts zogen und hier gewechselt wurden, blieb der größte Raum vorbehalten. In diesem Raum mit Kreuzrippengewölbe aus dem 16. Jahrhundert befindet sich heute die Gaststube.
Im ersten Stock befanden sich zwei Zimmer für die Wirtsfamilie sowie Geschäftsräume für den Salz- und Eisenhandel. Der Handel mit den kostbaren Gütern stellte für Emmersdorf mit seinen zwei Schiffsanlegestellen an der Donau schon früh ein gutes Geschäft dar. Organisierte Wachen, meist vier bis sechs Männer aus dem Dorf, bewachten die in den Auwäldern angelegten Schiffe des Nachts.

## Gegenwart
Seit mehr als 100 Jahren befindet sich das denkmalgeschützte Gebäude im Besitz der Familie Pritz. Seit 1980 wurden fünf Gebäude zu einem Hotel verbunden. Die historischen Fassaden wurden vollkommen erhalten.